# 横浜市立霧が丘中学校
横浜市立霧が丘中学校（よこはましりつ きりがおかちゅうがっこう）は、神奈川県横浜市緑区霧が丘にあった公立中学校。

## 沿革
- 1982年（昭和57年）4月 - 横浜市立霧が丘中学校開校
- 2010年（平成22年）4月 -横浜市立霧が丘小学校と共に、横浜市初の小中一貫校（横浜市立小中一貫校霧が丘小中学校）となった。
- 2016年（平成28年）4月 - 義務教育学校である横浜市立霧が丘義務教育学校へ移行

## 学校教育目標
- 人とのかかわり合いを大切にした教育を推進し、豊かな人間性をもった児童・生徒を育てる

具体目標
基礎・基本を習得させ、学習課題に活用し、探究する喜びを実感できる学びの実践を進める
自律の精神を培い、自他の人格を尊重し、思いやりの感性を伸ばす
自他の生命を尊重し、心身共に健やかな成長を心がける姿勢を育む
様々な人とのコミュニケーションを通じて地域・社会に貢献できるように育てる

## 行事
- 学習発表会（あすなろ）
- 体育祭